# Pervomajsk (Nižněnovgorodská oblast)
Pervomajsk (rusky Первомайск) je město v Nižněnovgorodské oblasti v  Ruské federaci. Při sčítání lidu v roce 2010 měl přes čtrnáct tisíc obyvatel.

## Poloha a doprava
Pervomajsk leží u jižního okraje Nižněnovgorodské oblasti, jen pár kilometrů severně od hranice s Mordvinskem. Teče přes něj potok Umoč, který se zleva vlévá do jižněji tekoucího Alatyru v povodí Volhy. Od Nižního Novgorodu, správního střediska oblasti, je Pervomajsk vzdálen přibližně 190 kilometrů jižně.
Končí zde 55 kilometrů dlouhá železniční trať ze stanice Šatki na železniční trati Ruzajevka–Arzamas–Nižnij Novgorod.

## Dějiny
Sídlo zde vzniklo v polovině 19. století pro dělníky nově založené železárny. Zpočátku se nazývalo Tašino podle Natalji, zdrobněle Taši, manželky zakladatele železárny.
V roce 1927 získala obec status sídla městského typu a v roce 1951 byla povýšena na město a přejmenována k poctě svátku práce.